# Bargaining
Bargaining es el episodio - doble - de estreno de la sexta temporada de Buffy the Vampire Slayer, siendo el primero en ser emitido en UPN.
En este episodio doble los Scobbies, a través de un hechizo de Willow, le devuelven la vida a una Buffy que se había sacrificado para salvar la Tierra del portal que Glory intentó abrir en el último episodio de la temporada anterior.
Como novedad, Anthony Stewart Head comienza a ser regular en la serie y no un personaje principal. Y como dato curioso Sarah Michelle Gellar aparece hasta el minuto 46 del episodio como Buffy robot, lo que se consideraría como el segundo episodio. Con lo cual estamos ante el único episodio - Bargaining (I) - en el que Buffy Summers no aparece.

## Argumento

### Primera parte
La pandilla patrulla con la ausencia de la Cazadora. Willow (Alyson Hannigan) parece estar a cargo, usando telepatía y magia desde el techo de una cripta para dirigir al resto. Ha arreglado a Buffy robot (Sarah Michelle Gellar) para que los ayude a matar a los vampiros, para así mantener la creencia de que la Cazadora sigue viva y que nadie venga a buscar a Dawn (Michelle Trachtenberg). En casa de las Summers, Willow y Tara (Amber Benson) conviven con Dawn y la Buffy robot.
La Buffy robot acompaña a Dawn para el día de los padres en su escuela. A pesar de su extraño comportamiento nadie se cuestiona nada. En la tienda, Giles (Anthony Stewart Head) se prepara para volver a Inglaterra. Esa noche, Spike (James Marsters) se queda con Dawn mientras el resto de la pandilla tiene una reunión. El vampiro tiene ahora como único objetivo mantener a salvo a la muchacha ya que, desde la muerte de la Cazadora, siente remordimiento porque cree que el haber fallado en su misión de proteger a Dawn esa noche, y que eso es lo que llevó a la muerte a Buffy.
Buffy robot va de caza pero sufre un percance y un vampiro descubre la verdad. Por su parte, Anya (Emma Caulfield) ha conseguido lo único que les faltaba para realizar un hechizo que traiga de vuelta a Buffy, y Willow anuncia que lo harán la noche siguiente, aunque Xander y Anya se muestran inseguros, Willow asegura que ella sabe lo que hace y que está convencida de que Buffy está sufriendo en una dimensión infernal, por lo que es necesario resucitarla. Les recuerda que Giles, Spike y Dawn no pueden saberlo.
En casa, Willow debe reparar a Buffy robot, que dice algo sobre el atractivo de Spike, haciendo que este se vaya. El vampiro que descubrió que Buffy era un robot difunde la noticia, haciendo que unos demonios motociclistas se pongan de camino a Sunnydale.
Willow, que necesita otro ingrediente que no ha mencionado a los demás, está en un claro del bosque recitando un conjuro, cuando un pequeño ciervo se acerca a ella. Willow lo apuñala y obtiene así el ingrediente que necesitaba. Regresa a la tienda y miente a los otros diciendo que lo compró en el mercado negro.
La pandilla encuentra una nota de despedida de Giles. Se presentan en el aeropuerto y le dan una emotiva despedida con regalos, carteles, globos, lágrimas y abrazos. Tras su marcha, dejan a Dawn con Spike y hacen las preparaciones finales, dirigiéndose a la tumba de Buffy. Encienden las velas y Willow comienza con el hechizo. Aparecen cortes en sus brazos y una serpiente sale por su boca, pero Tara explica a los otros dos que Willow ya le advirtió que esto ocurriría y que la están poniendo a prueba.
Mientras tanto, Spike vigila a Dawn mientras los motociclistas causan destrozos en Sunnydale. La Buffy robot trata de detenerlos, pero el líder, Razor (Franc Ross), la hiere y ella corre para ser reparada hacia Willow, tal como está programada. Así, la Buffy robot guía a los demonios hacia la pandilla e interrumpen el hechizo de Willow, rompiendo la urna de Osiris. Uno de los motociclistas trata de tomar a Anya, pero Tara usa la magia para liberarla. Xander le dice a Willow que el hechizo no funcionó, pero en el ataúd el cuerpo descompuesto de Buffy recupera la vida.

### Segunda parte
La pandilla ha quedado dividida durante la llegada de los motociclistas. Tara y Anya han conseguido llegar a la tienda de magia y Xander (Nicholas Brendon) intenta llevar allí a Willow, que ha quedado muy debilitada por el hechizo. Se pierde pero Tara envía una luz que les guía hasta la tienda.
Mientras los demonios han atrapado a la Buffy robot, la verdadera Buffy logra salir del ataúd. Spike ve cómo los demonios atacan las casa vecinas y sabe que significa que han descubierto la farsa, por lo que se prepara para llevar a Dawn a un lugar más seguro. Buffy, vestida de negro, vaga completamente desorientada por Sunnydale. Confundida por el caos que han ocasionado los demonios, choca contra un automóvil, haciendo saltar la alarma. Un hombre le apunta con un arma y le dice que se vaya.
Fuera de la casa, Spike derriba a uno de los demonios de su moto y la toma prestada para huir con Dawn. Los cuatro de la tienda discuten sus planes y finalmente deciden abandonar la tienda para ir en busca de Dawn y Spike. La verdadera Buffy se encuentra con los demonios motociclistas en medio de una especie de celebración. Ve a la Buffy robot encadenada por cada una de sus extremidades a cuatro motos, que a una señal del jefe - Razor - se ponen en marcha en direcciones diferentes, desmembrándola. Buffy se acerca llamando la atención del jefe, por lo que se ve obligada a huir. La pandilla está lista para la batalla, discutiendo las razones de su fracaso, cuando Buffy aparece frente a ellos. Willow la reconoce como la verdadera Buffy, pero la asusta, Xander, al ver sus manos lastimadas, comprende que antes de hacer el ritual debieron exhumar el cuerpo y que al no hacerlo, Buffy se vio obligada a salir cavando con sus manos. La pandilla la sigue. Buffy está asustada y confundida, pero cuando Razor y su pandilla tratan de lastimar a sus amigos pelea como la Cazadora que siempre ha sido.
Dawn y Spike encuentran la cabeza y el torso de Buffy robot y mientras Spike busca el resto de ella, el robot les dice que la verdadera Buffy ha vuelto. Dawn se escapa, dejando a Spike furioso sin saber dónde encontrarla. Buffy acaba con la mayoría de los demonios y luego se dirige hacia la torre donde murió. Willow, Tara y Anya pelean con Razor, al que no habían podido matar, y con varias armas y magia consiguen terminar con él. Dawn localiza a Buffy en la torre y la sigue hasta la plataforma. Buffy recuerda su muerte y está dispuesta a saltar de nuevo cuando Dawn la interrumpe. Buffy pregunta si está en el infierno. Entonces la torre empieza a moverse peligrosamente y Dawn le dice que está en casa y que se quede con ella porque la necesita. Cuando ve a Dawn en peligro por culpa del estado de la torre, Buffy reacciona y consigue sacarla de allí antes de que la torre se derrumbe. Dawn abraza a su hermana, pero la mirada de Buffy sigue vacía.

#### Análisis del argumento
Rob Cover en Slayage, en su artículo Bliss and Time: Death, Drugs, and Posthumanism in Buffy the Vampire Slayer afirma que la muerte y resurrección de Buffy Summers en esta temporada puede ser estudiada como «lo que abre y reconfigura cuestiones sobre la drogadicción, el hundimiento en las drogas y el placer de las drogas con las preguntas de la vida, muerte, vida después de la vida e inmortalidad». Según el autor del artículo «nos encontramos con referencias al uso de las drogas, con Buffy en un gran (y muy malo) viaje — al que Anya Jenkins se refiere como jet lag del infierno (6x03 Afterlife). Además de la obsesión de Buffy «de volver al viaje para evitar la disconformidad de su ausencia.»
En la parte de Bargainig en la que se levanta de la tumba, Buffy empieza a vagar por las calles de Sunnydale «sucia, mugrienta,» algo que podría relacionarse con el «regreso de una persona que ha ido toda la noche de fiesta.» Prosigue en el artículo que más que el hecho de que la ciudad esté en llamas y tomada por los demonios, lo que molesta a Buffy son las «luces cegadoras y la molestia de los sonidos altos,» algo que podemos decir que «culturalmente se comparte como los efectos de una resaca o de la caída en las drogas»
Siguiendo con el mismo discurso, Cover afirma que cuando a Buffy el propietario de un coche le dice que tiene que apartarse de él y le grita que salga de su propiedad, el escenario «es la oposición diametral de la burguesía propietario de vivienda suburbana y la figura del drogadicto».

## Reparto

### Personajes principales
- Sarah Michelle Gellar como Buffy Summers.
- Nicholas Brendon como Xander Harris.
- Alyson Hannigan como Willow Rosenberg.
- Emma Caulfield como Anya Jenkins.
- Michelle Trachtenberg como Dawn Summers.
- James Marsters como Spike.

### Apariciones especiales
- Franc Ross como Razor

### Personajes secundarios
- Anthony Stewart Head como Rupert Giles.
- Amber Benson como Tara Maclay.

## Producción
La escena en que la Scooby Gang - salvo Buffy y Spike - se despiden de Giles está rodada en parte en el Aeropuerto Internacional de Long Beach.
La serie se había emitido en la cadena The WB pero, a partir de este episodio y durante las dos temporadas restantes, se emitiría en UPN.
Amber Benson, en el papel de Tara Maclay, lleva al aeropuerto un muñeco enfundado en el dedo y en un plano emite un gruñido imitando el sonido que realiza el monstruo del estudio de grabación que aparece al final de los créditos finales.